# Чёрный марлин
Чёрный марлин (лат. Istiompax indica) — вид лучепёрых рыб из семейства марлиновых (Istiophoridae). Распространены в тропических и субтропических водах Тихого и Индийского океанов. Хищники, охотящиеся в верхних слоях воды на рыб, реже на кальмаров и ракообразных. Максимальная масса тела 750 кг, а длина 4,65 м. Практически не имеют естественных врагов.
Чёрный марлин относится к промысловым рыбам, хотя мировые уловы не превышают нескольких тысяч тонн. Является популярным объектом спортивной рыбалки.

## Распространение
Встречается в прибрежных водах Индийского океана и Тихого океана (особенно часто в Восточно-Китайском море, внутренних морях Индонезии, у берегов Мексики и Центральной Америки).

## Описание
Тело вытянутое, не сильно сжато с боков, покрыто плотной, толстой, удлинённой чешуёй с одной или двумя острыми вершинами на заднем крае. Одна боковая линия, чётко видна у молодых рыб, но с возрастом становится почти незаметной. Рыло вытянуто в длинное, очень прочное «копьё», имеющее в поперечном сечении круглую форму. Жаберные перепонки соединены друг с другом, жаберных тычинок нет.
На обеих челюстях и нёбе имеются мелкие, похожие на напильник, зубы. Два спинных плавника разделены небольшим промежутком. Первый спинной плавник с очень длинным основанием с 34—43 мягкими лучами. Первые лучи намного выше остальных, но тем не менее довольно низкие, их высота не превышает высоту тела. Второй спинной короткий с 5—7 мягкими лучами, начинается несколько спереди от вертикали начала второго анального плавника. Первый анальный плавник с 10—14 мягкими лучами, а во втором анальном плавнике 5—7 мягких лучей.
Грудные плавники располагаются почти перпендикулярно к телу и не могут прижиматься к нему.
Хвостовой стебель сжат в латеральном направлении и немного в дорсо-вентральном, с каждого бока стебля проходит по два сильных киля .
Хвостовой плавник месяцевидной формы.
Анальное отверстие расположено у начала первого анального плавника. У чёрного марлина, как и у всех представителей семейства марлиновых, 24 позвонка .
Это рыбы средних и крупных размеров, достигают длины 465 см и массы 750 кг.
Отличается своей скоростью (132 км/ч).
Спина тёмно-синяя, бока и брюхо серебристо-белые. Первый спинной плавник от почти чёрного до тёмно-синего цвета, остальные плавники обычно тёмно-коричневые, иногда с тёмно-синим оттенком. У взрослых особей на теле нет полос или пятен, хотя у молоди имеются светло-синие вертикальные полосы по бокам тела.

## Биология

### Размножение
Чёрные марлины нерестятся при температуре 27—28 °С. Сроки нереста варьируются в зависимости от региона: в Южно-Китайском море нерестятся в мае—июне, в прибрежных водах Тайваня с августа по сентябрь, в северо-западной части Кораллового моря в октябре—декабре и у берегов Квинсленда в августе—ноябре. Икрометание порционное, плодовитость до 40 млн икринок.

### Питание
Чёрный марлин питается различными пелагическими рыбами, кальмарами и ракообразными. В водах Малайзии основу рациона составляли анчоусы (33,3% по частоте встречаемости), различные виды ставридовых (33%), летучие рыбы (25%) и кальмары .  

## Значение для человека

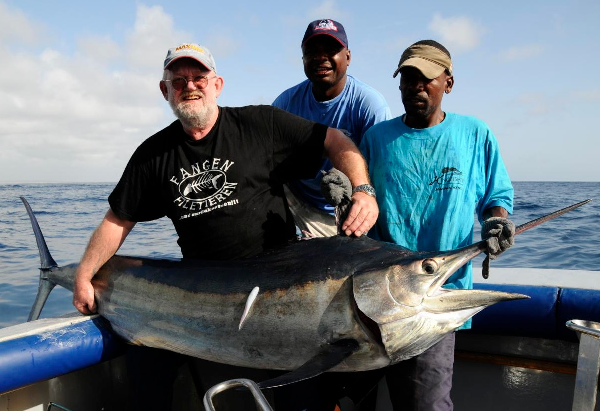
Чёрный марлин, отловленный в Ватаму, Кения

Промысел чёрного марлина ведётся преимущественно в Индийском океане. Мировые уловы в 1970—1990-х годах составляли от 2,2 тыс. до 6,4 тыс. тонн. Основные страны, ведущие коммерческий лов — Япония, Индонезия и Тайвань. Ловят ярусами, троллингом и удебными орудиями лова.
Является ценным объектом охоты среди спортивных рыбаков. В настоящее время большинство пойманных марлинов рыбаки отпускают на волю.
Мясо считается деликатесом и готовится только в очень дорогих ресторанах.